# Doenjang jjigae
Doenjang jjigae (kor. 된장찌개) – danie kuchni koreańskiej; gęsta, czerwona jjigae (potrawka) z ostrej papryki, doenjang (pasty sojowej) i (fakultatywnie) owoców morza, warzyw, grzybów lub tofu.